# Seriola carpenteri
 Seriola carpenteri és una espècie de peix de la família dels caràngids i de l'ordre dels perciformes.

## Morfologia
Els mascles poden assolir els 72,5 cm de longitud total.

## Distribució geogràfica
Es troba a l'Atlàntic oriental (des de la Mar Cantàbrica i Agadir fins a Angola, incloent-hi Cap Verd). També ha estat observat a l'illa de Lampedusa (Mar Mediterrània).